# Kaisersgrund
Mit Kaisersgrund wird eine vermutlich nie erbaute Burg im Landstuhler Bruch bei Kaiserslautern in Rheinland-Pfalz bezeichnet.
Sie bestand offenbar nur auf einem Stück Papier, und zwar in einer Urkunde von Kaiser Karl IV. vom 7. Mai 1359, die es Pfalzgraf Ruprecht I erlaubte „auf dem Steine in dem Bruch, zwei Meilen von Lautern, eine Feste zu bauen, die Kaisersgrund genannt werden soll, und solche als Reichslehen zu besitzen.“ Christmann konnte 1959 die Lagebezeichnung mit dem als „Lutherkanzel“ bezeichneten Felsen bei der Moordamm-Mühle identifizieren.